# Inés de Bohemia
Santa Inés de Bohemia (en checo: Svatá Anežka Česká), o Inés de Praga (1211 - 6 de marzo de 1282) fue una princesa bohemia que optó por la vida religiosa tras la cancelación de su matrimonio con el rey de romanos Enrique VII. Santa Inés era hija del rey Otakar I de Bohemia y de Constanza de Hungría, hija a su vez del rey Bela III de Hungría. Aunque fue venerada después de su muerte, no fue canonizada hasta el siglo XX.

## Biografía

### Arreglos matrimoniales
A la edad de ocho años, Inés estaba comprometida con Enrique, hijo Federico II Hohenstaufen, emperador del Sacro Imperio. Enrique tenía diez años y acababa de ser coronado como rey de los romanos. Según la costumbre, Inés debería haber pasado su infancia en la corte de su futuro marido, para que pudieran desarrollar una amistad, así como aprender el idioma y la cultura de su nuevo país. El emperador Federico, como rey de Sicilia, tenía su corte en Palermo, mientras que su hijo Enrique, ahora el rey alemán, estaba siendo educado en Alemania, en el palacio del arzobispo Engelberto de Colonia.
Se decidió enviar a Inés a la corte del duque Leopoldo VI de Austria. Leopoldo, sin embargo, quería que el joven Enrique se casara con su hija, Margarita. Debido a estas maniobras políticas, después de haber estado prometida desde hacía seis años, se canceló la boda de Inés con Enrique. Al igual que otras mujeres nobles de su tiempo, Inés era un peón valioso en el juego del matrimonio. En 1226, su padre Otakar fue a la guerra contra los Babenberg como resultado del compromiso roto. Otakar entonces planeó su matrimonio con Enrique III de Inglaterra, pero fue vetada por el emperador, ya que él mismo estaba interesado en casarse con Inés.

### Fundadora
Inés se negó a tomar más parte en matrimonios políticos concertados, así que decidió dedicar su vida a la oración y las obras espirituales, por lo que buscó la ayuda del Papa Gregorio IX. En un terreno donado por su hermano, el rey Wenceslao I de Bohemia , fundó el hospital de San Francisco (ca. 1232-1233) y dos conventos de los frailes franciscanos, que acababan de llegar a Bohemia por invitación de su hermano. A través de ellos se informó Inés sobre Clara de Asís y la Orden de las Hermanas Pobres, la contraparte monástica de los frailes. Ella comenzó una correspondencia con la hermana Clara (con quien se escribió durante más de dos décadas, pero nunca conoció en persona), lo que llevó a Clara al envío de cinco monjas del monasterio de Asís a Praga para comenzar una nueva casa de la orden. Esta fue la primera de la comunidad de Clarisas al norte de los Alpes.
Inés construyó un complejo de monasterio y convento adjunto al hospital. Allí residían los frailes franciscanos y las monjas clarisas que trabajaban en el hospital. Este complejo religioso fue uno de los primeros edificios góticos en Praga. En 1235, Inés dio la propiedad de los Caballeros Teutónicos en Bohemia al hospital. Ella misma se convirtió en un miembro de las clarisas franciscanas en 1236. Como monja, ella cocinaba y se encargaba de los leprosos y mendigos personalmente, incluso después de convertirse en abadesa de las clarisas de Praga el año siguiente. Como se puede ver en su correspondencia, Clara escribía con profundos sentimientos maternales hacia Inés, aunque nunca se encontraron.
Un grupo de laicos que trabajan en el hospital fue organizado por Inés en 1238 como una nueva orden militar, dedicada principalmente a la enfermería, conocida como los Caballeros de la Cruz con la Estrella Roja, siguiendo la regla de San Agustín. Al año siguiente, Inés entregó toda autoridad sobre el hospital que había fundado a estos caballeros monásticos. Fueron reconocidos como Orden por el papa Gregorio IX en 1252.
Inés vivió su vida en el claustro, dirigiendo al monasterio como abadesa, hasta su muerte el 2 de marzo de 1282.

## Legado
El Convento de San Salvador, rebautizado como Convento de Santa Inés, (en checo: Klášter sv. Anežky) comenzó a decaer después de las guerras husitas del siglo XV. La comunidad fue abolida en 1782. Restaurado en la década de 1960, el edificio es ahora una rama de la Galería Nacional de Praga, con la colección medieval de Europa Central y Bohemia.

## Veneración

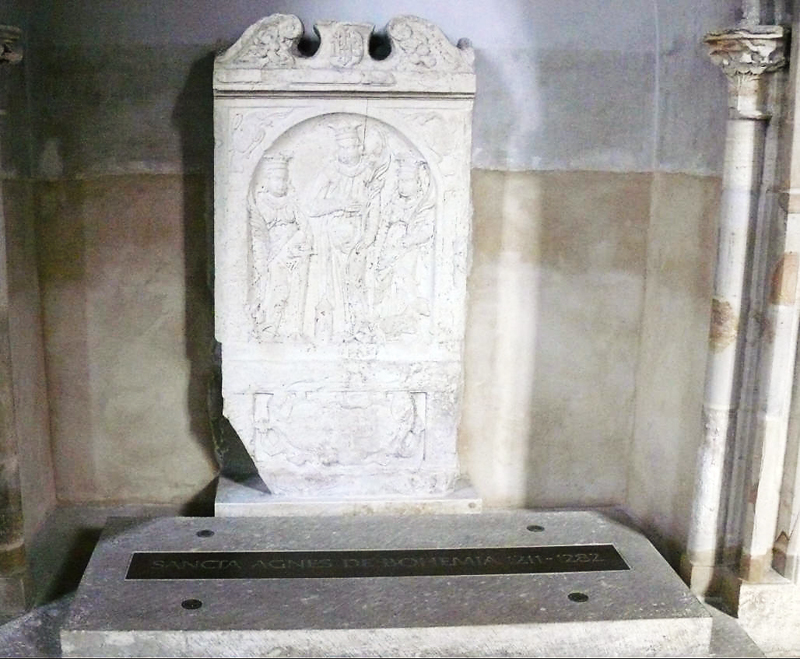
Tumba donde se venera a la biografiada.

En 1874, el Papa Pío IX beatificó a Inés. El Papa Juan Pablo II la canonizó el 12 de noviembre de 1989. Si bien fue conocida por sus contemporáneos por sus supuestas visiones y curaciones, como su profecía de que el rey Wenceslao saldría victorioso en su batalla contra los austriacos, su canonización se basó en su práctica de las virtudes cristianas de la fe, la esperanza y la caridad  en un grado extraordinario, y la opinión de la Iglesia se confirma ya sea a través de un milagro concedido por Dios en respuesta a las oraciones del santo, o como en este caso, por la continua devoción de los fieles cristianos al ejemplo de un santo a lo largo de los siglos.
Aunque Inés murió en 1282, los cristianos de todo el mundo todavía la veneran más de 700 años después. Fue honrada en 2011, el octavo centenario de su nacimiento, como la Santa de la caída del comunismo, con un año dedicado a ella por los católicos en la República Checa.